# Anapoma vumbaensis
Anapoma vumbaensis là một loài bướm đêm trong họ Noctuidae.